# Arnauld de Corbie
Pour les articles homonymes, voir Corbie (homonymie).
Arnauld Henri Louis Joseph de Corbie, né le 6 mai 1907 à Sampigny et mort le 21 décembre 1948 à Paris, est un romancier et journaliste français.

## Biographie
Licencié en droit, Arnauld de Corbie exerce comme avocat au barreau de Boulogne-sur-Mer. En 1938, il collabore à La revue de Boulogne-sur-Mer avant de partir à Paris travailler notamment pour Le Figaro comme secrétaire de rédaction et pour le compte duquel il couvre la campagne d'Alsace. Il rejoint ensuite France-48, qui deviendra ensuite France Magazine, comme rédacteur en chef adjoint et La Voix du Nord comme chef de la rédaction parisienne.
Arnauld de Corbie épouse, en 1931 à l'église Notre-Dame de Boulogne, Marie-Thérèse Huret, qui publie différents ouvrages sous les noms de Geneviève de Corbie, Geneviève de Champdeniers.
En 1943, il se lance dans l'écriture d'un film avec Géo Sandry.
Fortement lié avec Jean-Louis Dubreuil, celui-ci travaillera avec lui à France-48 et épousera, après la mort d'Arnauld de Corbie, Brigitte Huret, la sœur de Marie-Thérèse Huret.
Arnauld de Corbie meurt en décembre 1948, dans le 15e arrondissement de Paris, après avoir juste achevé d'écrire son livre sur René-Théophile-Hyacinthe Laennec. Il est inhumé à Boulogne-sur-Mer.

## Distinctions
- Croix de guerre 1939-1945

## Publications
- Serajevo au tragique souvenir in Le miroir du monde no 225, Société d'édition du Petit Parisien (23 juin 1934).
- Une âme d'élite au service de la jeunesse féminine : Célina de Corbie (1826-1908) , Editions L. Loïez, Saint-Omer (1935).
- Combats de coqs, Éditions Émile Raoust, Lille (1939)[4]
- Monsieur le chevalier Jean Bart, corsaire du roi soleil, Éditions Alsatia (1945) réédité sous le titre de Jean Bart corsaire du roi dans la collection SDP, Editions Delahaye (2014).
- La Corrida de Pampelune, Éditions Alsatia, coll. Signe de Piste 19 (1947) - traduit en allemand par Adolf Hechelmann et publié dans la collection Spur Bücher (1949).
- Monsieur Vincent, éditions de Flore (1948) - traduit en grec sous le titre Ο Kirios Vensan par Dēmētrēs Kōnstantinou, Editions Ē Damaskos (1956).
- La Vie ardente de Laënnec, Ed. Spes (1950).

Il préface également Les Lys et les lions (1947) de Pierre Joubert.